# Isoglossa bruceae
Isoglossa bruceae är en akantusväxtart som beskrevs av I.Darbysh.. Isoglossa bruceae ingår i släktet Isoglossa och familjen akantusväxter. Inga underarter finns listade i Catalogue of Life.